# Five Thirteen
Five Thirteen (Brasil: Código da Máfia ) é um filme drama policial produzido nos Estados Unidos, dirigido por Kader Ayd. Lançado em 2014, foi protagonizado por Avelawance Phillips e Malik Barnhardt.